# DIN 56905

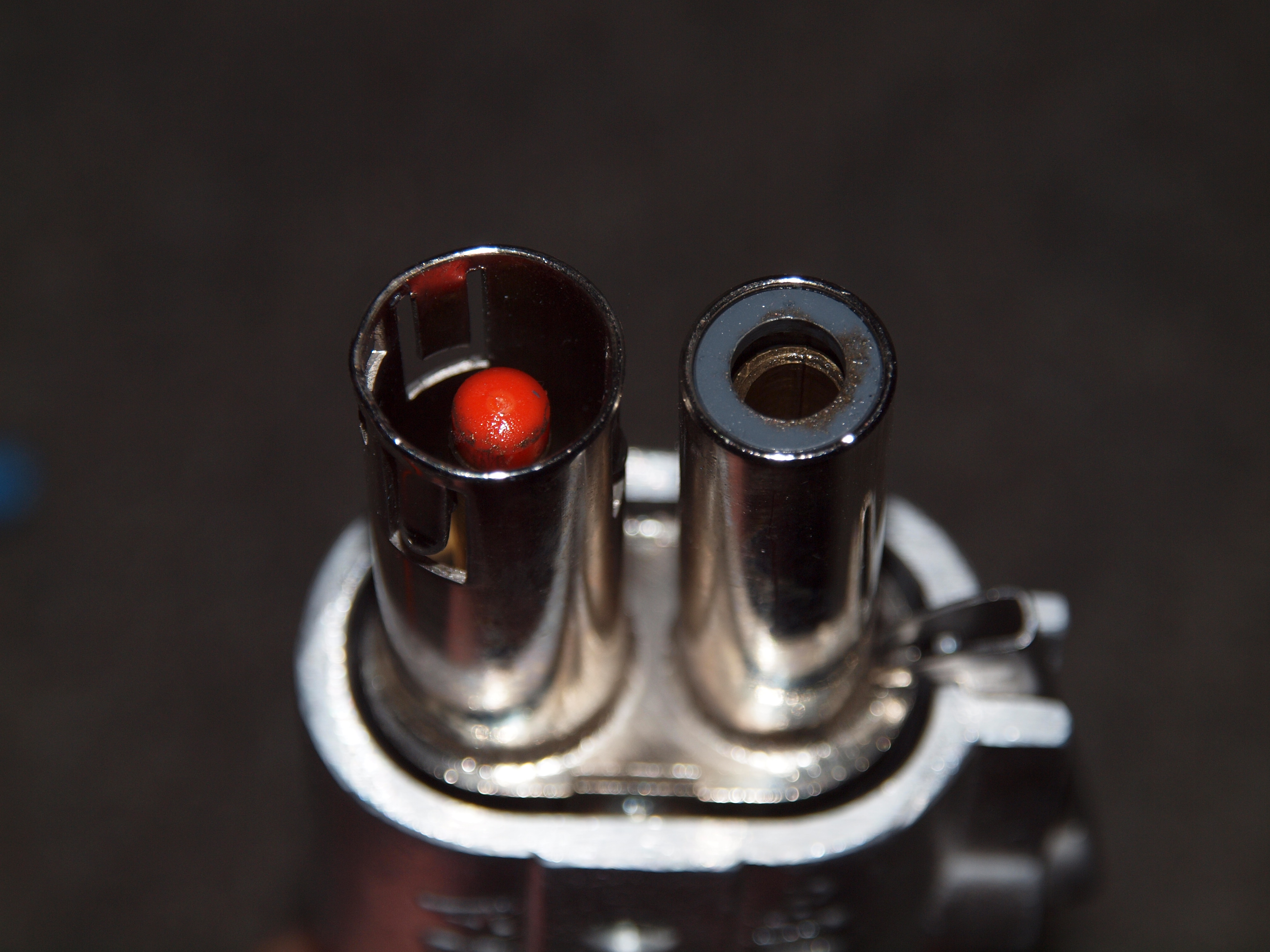
Eberl-Steckverbinder, Bauform M

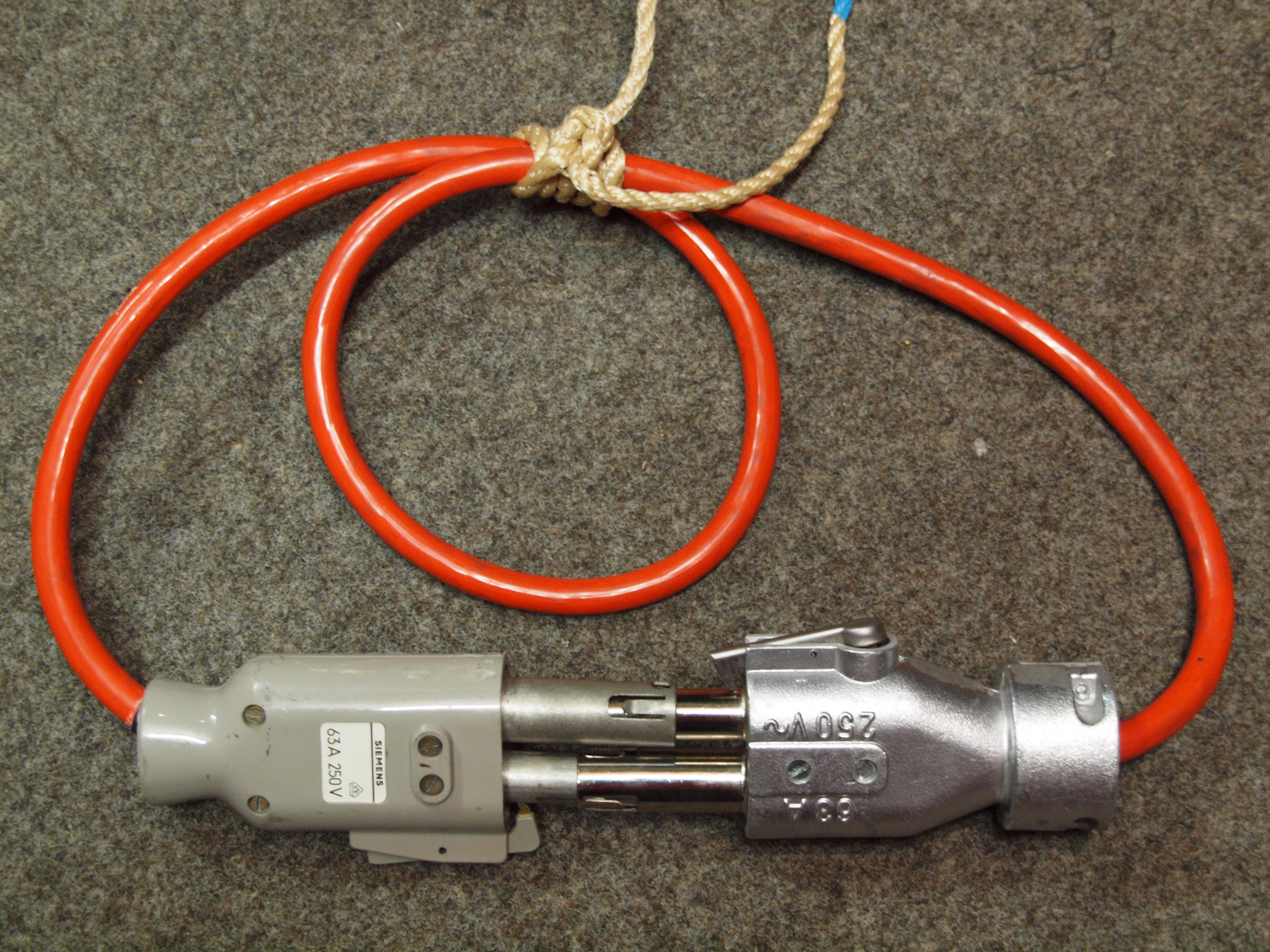
Baugleiche Verbinder auf beiden Seiten eines Verlängerungskabels

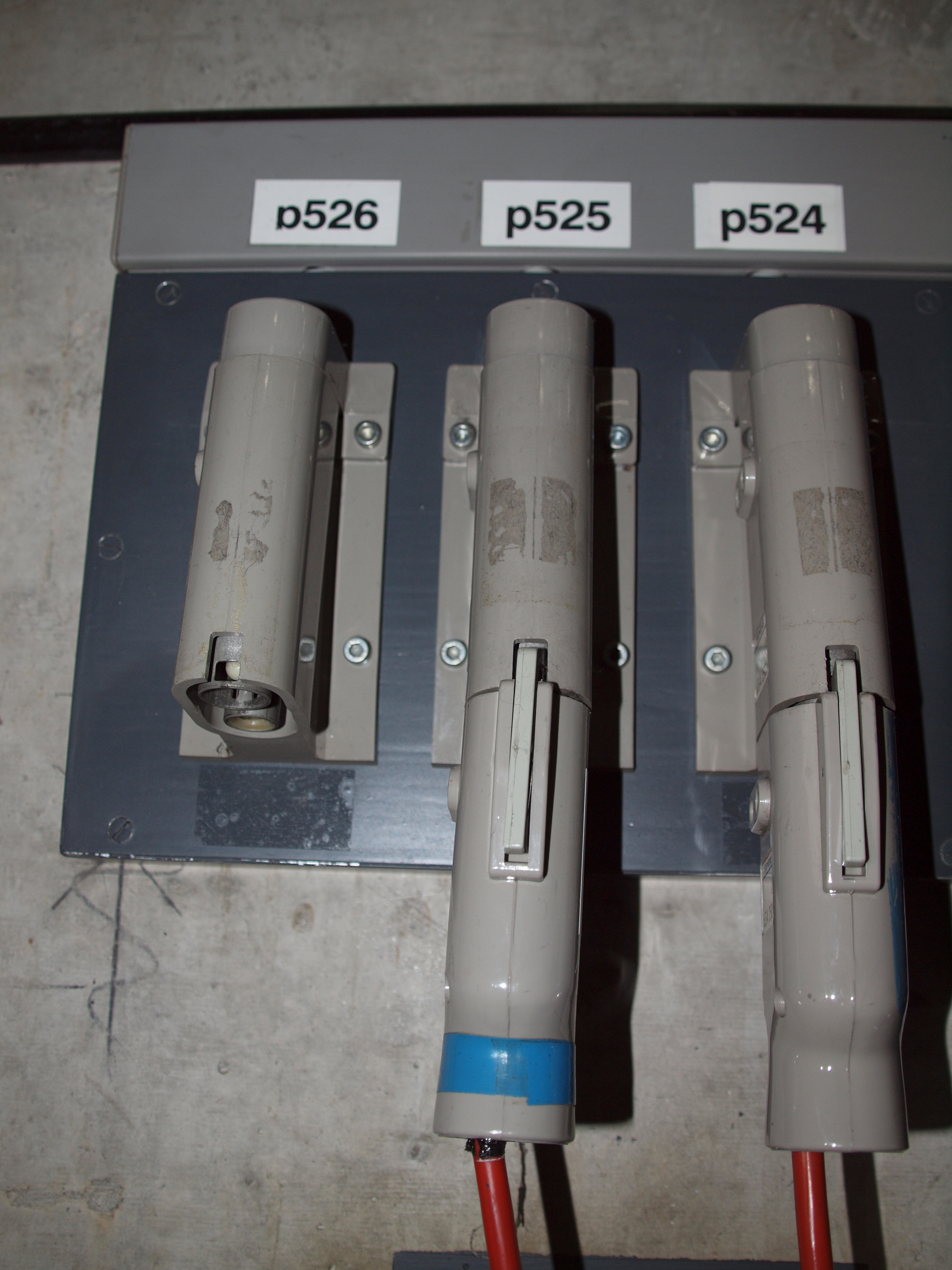
Eberl-Steckverbinder, Bauform A

Die DIN 56905 definierte ein verpolungssicheres zweipoliges Steckersystem mit Schutzkontakt zur Übertragung von elektrischem Strom, das auch als Eberl-Steckverbinder bekannt ist und durch den VDE seit 1977 für 250 V und 63 A zugelassen ist. Die Belegung wird durch die DIN VDE 0100 festgelegt.
Die früher gültige DIN 56906 für zweipolige Sonderanbausteckdosen mit Schutzkontakt und Abdeckkappe wurde im August 2005 zurückgezogen und in die DIN 56905:2005-08 integriert.
Die Norm ist zurückgezogen und durch die DIN 15901 ersetzt.

## Verbreitung
Das Eberl-Stecksystem wurde für den Bühnengebrauch entwickelt und mehrheitlich nur in Theatern eingesetzt. Durch die hohen zugelassenen Ströme eignen sich die Anschlüsse für einphasige Wechselstrom-Verbraucher (z. B. Bühnenscheinwerfer) mit mehr als 16 A Anschlusswert. Zur Zeit der Zulassung füllte Eberl eine Lücke, da keine vergleichbaren Steckverbindungen vorhanden waren. Erst seit der Einführung der neuen Dosen bzw. Stecker nach CEE-Norm können diese Steckverbinder durch die blauen nach CEE 16 (1PNE) bzw. CEE 32 (1PNE) ersetzt werden. Da die Umrüstung nicht immer 1:1 möglich ist – unter anderem wegen des ungleich größeren Platzbedarfes der CEE-Steckdosen –, werden neu auch andere Steckerfamilien, so beispielsweise PowerCon von Neutrik in Betracht gezogen.

## Besonderheit
Als einzige Steckverbinder mit europäischer Verbreitung ist das Eberl-System asymmetrisch zwittrig angelegt, Stecker und Steckdosen sind somit baugleich. Trotzdem ist der Benutzer vor einem Stromschlag durch direktes Berühren geschützt, da einer der beiden Pole als Buchse ausgeführt ist. Ganz besonders beim Herstellen von Verlängerungskabeln ist auf die Belegung zu achten: Die Pole werden gekreuzt, also der Stift der einen Seite mit der Buchse der anderen Seite und umgekehrt verbunden werden. Als Kontrolle kann man bei einem zum Ring zusammengesteckten Verlängerungskabel messen, ob kein Durchgang zwischen den beiden Polen besteht. Der Schutzleiter darf nicht gekreuzt werden und wird auf beiden Seiten mit dem Gehäuse und den beiden Polabdeckungen verbunden.

## Bauformen
Es gibt zwei verschiedene Bauformen, die jeweils in Kunststoff oder Aluminium-Druckguss gefertigt sind.

### Mobile Bühnensteckvorrichtung, Form M
Diese nach DIN 56905, Abschnitt 3.1 genormte Form wird als Stecker bzw. Kupplung am Kabel benutzt. Früher war dieser Typ in der DIN 56906 genormt und als Bühnenhängestecker HST bekannt.

### Bühnenanbausteckvorrichtung Form A
Dieser nach DIN 56905, Abschnitt 3.2 genormte Typ dient als Steckdose. Er ist für Anbau geeignet und wird üblicherweise an der Wand oder in einer Bodenversatzklappe angebracht. Außerdem kann diese Bauform am Scheinwerfer als Anbaustecker benutzt werden. Früher war diese Bauform als Bühnenanbaustecker AST bekannt.

## Kritik
- Unfallursachen:
  - Falsch belegte Verlängerungskabel führen dazu, dass der stromführende Leiter berührbar wird.
  - Werden zwei Kabel, an denen Spannung anliegt, also zwei Stromquellen zusammengesteckt, gibt es Kurzschlüsse und je nach Spannung und Umgebung kurze Lichtbögen.
- Querschnitt: Obwohl der Stecker bis 63 A zugelassen ist, passen Leiter mit entsprechendem Leiterquerschnitt nicht unter die Kontakte. Schon für 10 kW (rund 45 A) geeignete Kabel bereiten Mühe.